# Diazotrofismo
Diazotrofismo é a capacidade de algumas bactérias, como por exemplo o gênero Rhizobium, e arqueas de fixarem azoto molecular (N2).